# Boeing 737
Boeing 737 - B737 je ozkotrupno dvomotorno reaktivno letalo ameriškega proizvajalca Boeing. Originalno načrtovan kot bolj ekonomična in manjša različica letala Boeing 707, se je z leti razvil v najbolj prodajano potniško letalo na svetu. Boeing 737 se uporablja kot nadomestilo za 707, 727, 757, DC-9 in MD-80/90. Njegov glavni konkurent je družina letal Airbus A320, ki se mu bliža po številu naročil in Airbus A220 ter Embraer E-Jet E2.
Ločimo 4 generacije letal 737:
- Boeing 737 Original - prva generacija (verzije 737-100/200) proizvajan 1968-1988
- Boeing 737 Classic - druga generacija (verzije 737-300/400/500) proizvajan 1981-2000
- Boeing 737 Next Generation - tretja generacija (verzije 737-600/700/800/900) 1996-danes
- Boeing 737 MAX - četrta generacija (verzije 737-7/8/9) 2017-danes

Za vsako generacijo se letala precej razlikujejo med sabo in piloti rabijo različne type ratinge.
Od teh sta v proizvodnji le še 737NG in 737 MAX, ki je prvič poletel leta 2017.
Verzije letal 737 Classic in 737NG so  bile zasnovane kot konkurenca letalu Airbus A320, 737MAX pa konkurira A320NEO (New engine option). Družina letal 737 je po zmogljivosti, številu sedežev, porabi goriva, stroških vzdrževanje zelo podobna družini letal A320.
Obstaja poslovna različica letal 737BBJ (Boeing Business Jet), ki je prirejena različica 737NG z manj potniki, razkošno kabino in večjimi rezervoarji za gorivo za daljši dolet.
737 je eno izmed redkih letal v proizvodnji, ki je  "Hardwired", poleg hidravličnih sistemov za krmiljenje so tudi kabelske povezave z vsak primer. Je potrebna precej večja fizična moč v tem primeru. Večina drugih letal uporablja fly-by-wire sisteme, ki nimajo direktnih (fizičnih) povezave s krmilnimi sistemi.
Boeing 737 je bil vpleten v 315 različnih nezgod z 4243 smrtnimi žrtvami in 111 ugrabitev z 325 žrtvami. Veliko večina nesreč je bila pri zgodnjih različicah, novejši 737NG velja za eno izmed najbolj varnih letal z manj kot 10 nesrečami; v nesrečah tega tipa je bil glavni krivec človeški faktor. Pri tem velja poudariti, da je 737 najbolj številčno uporabljano letalo. V vsakem danem trenutku se v zraku nahaja 1.250 Boeingov 737, vsakih 5 sekund vzletita ali pristaneta dve letali.

## Tehnične specifikacije
|                       | Original                      | Original                         | Original                         | Classic                                    | Next Generation                             | MAX                                              |
|                       | 737-100                       | 737-200                          | 737-200 Advanced                 | 737 Classic (-300/-400/-500)               | 737 Next Generation (-600/-700/-800/-900ER) | 737-7/-8/-9/-10                                  |
| --------------------- | ----------------------------- | -------------------------------- | -------------------------------- | ------------------------------------------ | ------------------------------------------- | ------------------------------------------------ |
| Posadka               | 2                             | 2                                | 2                                | 2                                          | 2                                           | 2                                                |
| Kapaciteta sedežev    | 124 (maksimum) 85 (2 razreda) | 136 (maksimum) 97 (2 razreda)    | 136 (maksimum) 102 (2 razreda)   | 149 - 189 (maksimum) 108 - 146 (2 razreda) | 130 - 215 (maksimum) 108 - 177 (2 razreda)  | 153 - 204 (maksimum) 138 - 188 (2 razreda)       |
| Dolžina               | 28,65 m                       | 30,53 m                          | 30,53 m                          | 31–37 m                                    | 31–42 m                                     | 35.56–43.8 m                                     |
| Razpon kril           | 28,35 m                       | 28,35 m                          | 28,35 m                          | 28,88 m                                    | 34,32 m 35,79 m z wingleti                  | 35.92 m                                          |
| Površina kril         | 102,0 m2 (1.098 sq ft)        | 102,0 m2 (1.098 sq ft)           | 102,0 m2 (1.098 sq ft)           | 105,4 m2 (1.135 sq ft)                     | 124,58 m2 (1.341,0 sq ft)                   | 127 m2                                           |
| Naklon krila          | 25 stopinj                    | 25 stopinj                       | 25 stopinj                       | 25 stopinj                                 | 25.02 stopinj                               |                                                  |
| Višina                | 11,23 m                       | 11,23 m                          | 11,23 m                          | 11,07 m                                    | 12,57 m                                     | 12.29 m                                          |
| Maks. širina kabine   | 11 ft 7 in (3,53 m)           | 11 ft 7 in (3,53 m)              | 11 ft 7 in (3,53 m)              | 11 ft 7 in (3,53 m)                        | 11 ft 7 in (3,53 m)                         | 11 ft 7 in (3,53 m)                              |
| Širina trupa          | 12 ft 4 in (3,76 m)           | 12 ft 4 in (3,76 m)              | 12 ft 4 in (3,76 m)              | 12 ft 4 in (3,76 m)                        | 12 ft 4 in (3,76 m)                         |                                                  |
| Tovor                 | 650 cu ft (18,4 m3)           | 875 cu ft (24,8 m3)              | 875 cu ft (24,8 m3)              | 822–1.373 cu ft (23,3–38,9 m3)             | 756–1.835 cu ft (21,4–52,0 m3)              | 1,543–1,814 cu ft 43.7–51.4 m3                   |
| Maks. vzletna teža    | 111.000 lb (50.300 kg)        | 115.500 lb (52.400 kg)           | 128.100 lb (58.100 kg)           | 138.500–150.000 lb (62.800–68.000 kg)      | 144.500–187.700 lb (65.500–85.100 kg)       | 177,000–194,700 lb (80,300–88,300 kg)            |
| Potovalna hitrost     | Mach 0,74 (485 mph, 780 km/h) | Mach 0,74 (485 mph, 780 km/h)    | Mach 0,74 (485 mph, 780 km/h)    | Mach 0,74 (485 mph, 780 km/h)              | Mach 0,78 (511 mph, 823 km/h)               | Mach 0,78 (511 mph, 823 km/h)                    |
| Največja hitrost      | Mach 0,82 (544 mph, 876 km/h) | Mach 0,82 (544 mph, 876 km/h)    | Mach 0,82 (544 mph, 876 km/h)    | Mach 0,82 (544 mph, 876 km/h)              | Mach 0,82 (544 mph, 876 km/h)               |                                                  |
| Vzletna dolžina       | 6.646 ft (2.026 m)            | -                                | -                                | 7.550–8.500 ft (2.300–2.590 m)             | 5.249–9.843 ft (1.600–3.000 m)              |                                                  |
| Doseg (polno naložen) | 1.540 nmi (2.850 km)          | 1.900–2.300 nmi (3.500–4.300 km) | 1.900–2.300 nmi (3.500–4.300 km) | 2.270–2.400 nmi (4.200–4.440 km)           | 3.050–5.510 nmi (5.650–10.200 km)           | 3,300–3,850 nmi (6,110–7,130 km; 3,800–4,430 mi) |
| Kapaciteta goriva     | 4.720 US gal (17.900 L)       | 4.780 US gal (18.100 L)          | 5.160 US gal (19.500 L)          | 5.311 US gal (20.100 L)                    | 6.875 US gal (26.020 L)                     | 6,853 US gal (25,940 L)                          |
| Višina leta           | 35.000 ft (10.700 m)          | 35.000 ft (10.700 m)             | 35.000 ft (10.700 m)             | 37.000 ft (11.300 m)                       | 41.000 ft (12.500 m)                        | 41.000 ft (12.500 m)                             |
| Motorji (×2)          | Pratt & Whitney JT8D          | Pratt & Whitney JT8D             | Pratt & Whitney JT8D             | CFM International 56-3 series              | CFM International CFM56-7 series            | CFM LEAP-1B                                      |
| Potisk motorjev (×2)  | 14.500 lbf (64 kN)            | 14.500–17.400 lbf (64–77 kN)     | 14.500–17.400 lbf (64–77 kN)     | 20.000–23.500 lbf (89–105 kN)              | 19.500–27.300 lbf (87–121 kN)               | do 29,300 lbf (130 kN)                           |